# Jurij Diaczuk-Stawycki
Jurij Mychajłowycz Diaczuk-Stawycki, ukr. Юрій Михайлович Дячук-Ставицький, ros. Юрий Михайлович Дячук-Ставицкий, Jurij Michajłowicz Diaczuk-Stawicki (ur. 26 stycznia 1947 we Lwowie, Ukraińska SRR, zm. 24 czerwca 2020 tamże) – ukraiński piłkarz, grający na pozycji bramkarza, trener piłkarski.

## Kariera piłkarska

### Kariera klubowa
Wychowanek DJuSSz-4 we Lwowie. Pierwszy trener Swiatosław Kanycz. Najpierw interesował się koszykówką, nawet występował w reprezentacji obwodu lwowskiego. Ale kiedy zabrakło bramkarza w szkolnej drużynie obwodu lwowskiego, która miała uczestniczyć w Spartakiadzie ZSRR, trener przekwalifikował go na bramkarza. W 1966 rozpoczął karierę piłkarską w drugoligowym klubie Horyń Równe. Następnie bronił barw amatorskich drużyn Szachtar Czerwonogród i Awanhard Stryj, w którym w 1975 zakończył karierę piłkarską.

## Kariera trenerska
Po zakończeniu kariery piłkarskiej rozpoczął pracę w branży sportowej. Najpierw pracował jako organizator sportowy, następnie na stanowisku prezesa klubu sportowego, przewodniczącego komitetu kultury fizycznej w rejonie Leninskim miasta Lwowa. Potem do klubu Karpaty Lwów zaprosił wtedy główny trener Ernest Just, który zaproponował utworzyć szkołę piłkarską Karpat. Tak w 1975 rozpoczął karierę trenerską w nowo utworzonej SDJuSzOR „Karpaty Lwów”. W 1980 pracował na stanowisku asystenta trenera w klubie Bukowyna Czerniowce. W latach 1981–1983 trenował reprezentację uczniów obwodu lwowskiego, która zdobywała mistrzostwo Spartakiady Ukraińskiej ZSRR. Następnie w latach 1983–1988 pracował w klubie Prykarpattia Iwano-Frankowsk na stanowisku asystenta trenera, kierownika klubu oraz głównego trenera. Kiedy w 1989 został odrodzony klub Karpaty Lwów był zaproszony na stanowisko wiceprezesa klubu. Trenował również Ełektron Mościska, Wołyń Łuck, Karpaty Lwów i Hazowyk Komarno. Następnie został pomocnikiem w sztabie szkoleniowym Myrona Markewicza, z którym trenował Karpaty Lwów, Metałurh Zaporoże i Anży Machaczkała. Od 2003 pracował w klubie Karpaty Lwów na różnych stanowiskach - asystenta trenera, dyrektora sportowego, dyrektora generalnego, głównego trenera (3 razy z przerwami). W lutym 2009 zdecydował się zrezygnować ze stanowiska dyrektora generalnego Karpat. Od 25 marca do końca maja 2012 roku ponownie pełnił obowiązki głównego trenera Karpat, a potem przeszedł na stanowisko dyrektora klubu, również koordynując pracę wszystkich drużyn Karpat (SDJuSzOR, Akademia, U-19, oraz pierwsza). Od 7 maja 2013 po raz kolejny pełnił obowiązki głównego trenera Karpat.
Do śmierci mieszkał we Lwowie z drugą żoną i synem Mychajłem, który również jest bramkarzem Karpat. Z pierwszego małżeństwa miał córkę.

## Sukcesy i odznaczenia

### Odznaczenia
- tytuł Zasłużony Trener Ukrainy: 1999
- Order „Za zasługi” III klasy: 2006[8]